# Буцька селищна рада
Бу́цька се́лищна ра́да — адміністративно-територіальна одиниця та орган місцевого самоврядування в Маньківському районі Черкаської області. Адміністративний центр — селище міського типу Буки.

## Загальні відомості
- Населення ради: 2 134 особи (станом на 1 січня 2005 року)

## Населені пункти
Селищній раді підпорядковані населені пункти:
- смт Буки

## Склад ради
Рада складається з 16 депутатів та голови.
- Голова ради: Власюк Оксана Степанівна
- Секретар ради: Руденко Надія Петрівна

### Керівний склад попередніх скликань
| Прізвище, ім'я, по батькові | Основні відомості                                                                    | Дата обрання | Дата звільнення |
| --------------------------- | ------------------------------------------------------------------------------------ | ------------ | --------------- |
| Власюк Оксана Степанівна    | Селищний голова, 1975 року народження, освіта вища, член Української Народної Партії | 26.03.2006   | 31.10.2010      |
| Власюк Оксана Степанівна    | Селищний голова, 1975 року народження, освіта вища, позапартійна                     | 31.10.2010   |                 |

Примітка: таблиця складена за даними сайту Верховної Ради України

### Депутати
За результатами місцевих виборів 2010 року депутатами ради стали:

#### За суб'єктами висування
| Суб'єкт висування                                       | Кількість обраних депутатів | %    |
| ------------------------------------------------------- | --------------------------- | ---- |
| Самовисування                                           | 6                           | 37,5 |
| Українська Народна Партія                               | 3                           | 18,8 |
| Народна партія                                          | 2                           | 12,5 |
| Партія регіонів                                         | 2                           | 12,5 |
| Комуністична партія України                             | 1                           | 6,3  |
| Політична партія Всеукраїнське об'єднання «Батьківщина» | 1                           | 6,3  |
| Соціалістична партія України                            | 1                           | 6,3  |

#### За округами
| № округу                                                | Прізвище, ім'я, по батькові   | Дата визнання обраним | Освіта             | Партійна приналежність                        | Відомості про обраного депутата                        |
| ------------------------------------------------------- | ----------------------------- | --------------------- | ------------------ | --------------------------------------------- | ------------------------------------------------------ |
| Комуністична партія України                             |                               |                       |                    |                                               |                                                        |
| 1                                                       | Темченко Володимир Федорович  | 01.11.2010            | вища               | член Комуністичної партії України             | «Лани Маньківщини» ЗАТ «МАК», обліковець               |
| Народна Партія                                          |                               |                       |                    |                                               |                                                        |
| 2                                                       | Червонюк Іван Васильович      | 01.11.2010            | незакінчена вища   | член Народної партії                          | «Лани Маньківщини» ЗАТ «МАК», завгар                   |
| 8                                                       | Майборода Валерій Іванович    | 01.11.2010            | вища               | член Народної партії                          | ЗАТ "МАК «Лани Маньківщини», начальник мех.-загону     |
| Партія регіонів                                         |                               |                       |                    |                                               |                                                        |
| 6                                                       | Залізняк Сергій Степанович    | 01.11.2010            | вища               | позапартійний                                 | Будинок культури, директор                             |
| 16                                                      | Кислинський Іван Прокопович   | 01.11.2010            | вища               | член Партії регіонів                          | пенсіонер                                              |
| Політична партія Всеукраїнське об'єднання «Батьківщина» |                               |                       |                    |                                               |                                                        |
| 4                                                       | Стеценко Тетяна Олександрівна | 01.11.2010            | вища               | член Всеукраїнського об'єднання «Батьківщина» | Магазин «Даринка», продавець                           |
| Соціалістична партія України                            |                               |                       |                    |                                               |                                                        |
| 12                                                      | Шкільнюк Ганна Іванівна       | 01.11.2010            | середня спеціальна | член Соціалістичної партії України            | Селищна рада, касир                                    |
| Українська Народна Партія                               |                               |                       |                    |                                               |                                                        |
| 7                                                       | Майборода Олена Василівна     | 01.11.2010            | вища               | член Української Народної Партії              | Буцький дитячий навчальний заклад, завідувачка         |
| 9                                                       | Уманський Володимир Федорович | 01.11.2010            | вища               | член Української Народної Партії              | приватний підприємець                                  |
| 15                                                      | Омельченко Лариса Вікторівна  | 01.11.2010            | вища               | член Української Народної Партії              | приватний підприємець                                  |
| Самовисування                                           |                               |                       |                    |                                               |                                                        |
| 3                                                       | Марищенко Галина Степанівна   | 01.11.2010            | вища               | позапартійна                                  | «Лани Маньківщини» ЗАТ «МАК», касир                    |
| 5                                                       | Павленко Олександр Михайлович | 01.11.2010            | вища               | позапартійний                                 | студент                                                |
| 10                                                      | Залізняк Юрій Анатолійович    | 01.11.2010            | вища               | позапартійний                                 | Професійно-технічно училище № 31, викладач             |
| 11                                                      | Коновал Валентина Петрівна    | 01.11.2010            | середня спеціальна | позапартійна                                  | Професійно-технічно училище № 31, бухгалтер            |
| 13                                                      | Руденко Надія Петрівна        | 01.11.2010            | вища               | позапартійна                                  | Селищна рада, діловод                                  |
| 14                                                      | Бабічева Наталія Михайлівна   | 01.11.2010            | середня            | позапартійна                                  | «Лани Маньківщини» ЗАТ «МАК», інспектор відділу кадрів |

## Природно-заповідний фонд
На землях селищної ради розташована державна комплексна пам'ятки природи місцевого значення Буцький каньйон, Скеля «Родіонова»; заказник водоспад «Вир».